# Spodnji Šemnik
Spodnji Šemnik – wieś w Słowenii, w gminie Zagorje ob Savi. W 2018 roku liczyła 76 mieszkańców.